# Karel de Goede

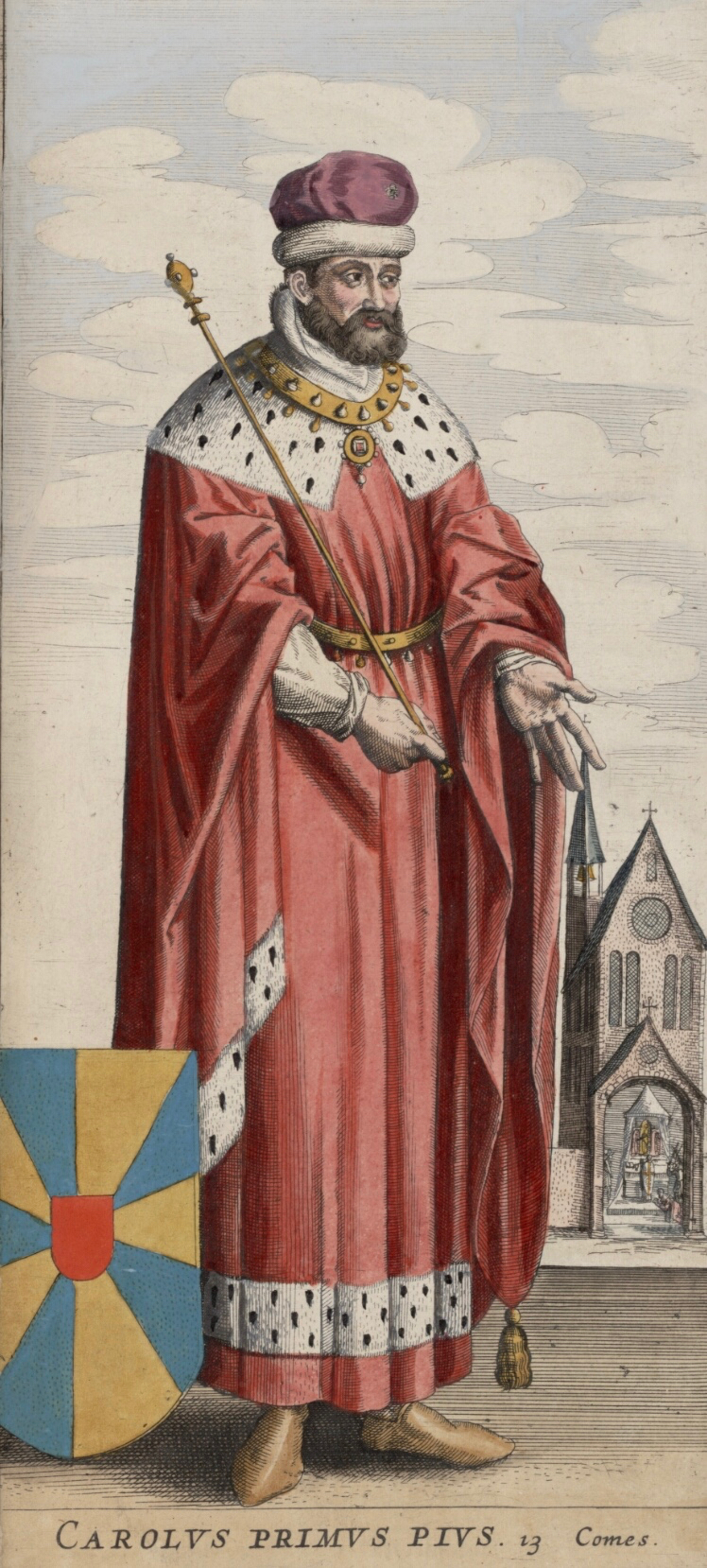
Graaf Karel I in de Flandria illustrata uit 1641. Zijn Latijnse benaming luidde Carolus Primus Pius (Karel I, de Vrome). Hij lijkt op deze afbeelding van Antonius Sanderus op de latere keizer Karel V.

Karel, bijgenaamd de Goede (Denemarken, ca. 1080/86 – Brugge, 2 maart 1127) was graaf van Vlaanderen van 1119 tot aan zijn dood. Hij trouwde met Margaretha van Clermont, dochter van Reinoud II.

## Geschiedenis
Karel van Denemarken, later Karel de Goede genaamd, werd geboren in Denemarken als zoon van koning Knoet IV van Denemarken en van Adela van Vlaanderen, dochter van graaf Robrecht I de Fries en Geertruida van Saksen.
Na de moord op haar echtgenoot Knoet in 1086 vluchtte Adela met Karel naar het hof van haar vader Robrecht de Fries. Haar tweelingdochters Ingegert en Caecilia bleven achter in Denemarken. Adela hertrouwde later met Rogier Bursa, hertog van Apulië. Karel van Denemarken bleef bij zijn grootvader en oom aan het grafelijk hof en genoot er een goede opvoeding. Zoals veel ridders uit die tijd, vertrok Karel van Denemarken ook op pelgrimstocht naar het Heilige Land (1107-1108).
Hij fungeerde als raadgever voor zijn neef, graaf Boudewijn VII van Vlaanderen, bijgenaamd 'Hapkin'. Zijn naam komt dan ook voor op verschillende akten vanaf 1112. Hij nam ook deel aan het neerslaan van de opstand van de Zuid-Vlaamse leengraven in 1115 en 1117. Hij was regent van Vlaanderen toen Boudewijn VII op veldtocht ging naar Normandië in 1117 en 1118 en tevens tijdens de laatste levensmaanden van de graaf in 1119.
Karel volgde zijn kinderloze neef Boudewijn VII op, die hem had aangewezen als zijn opvolger, nog vóór diens dood op 17 juni 1119. Ondanks enige weerstand tegen zijn persoon werd hij toch als graaf van Vlaanderen erkend. Zijn bijnaam de Goede kreeg Karel van Denemarken tijdens de hongersnood die in 1124-1125 heel Europa teisterde. Via verschillende maatregelen kon hij verhinderen dat het dodenaantal erg hoog opliep.
Karel was een godvruchtig vorst en zijn hele binnenlandse politiek was vooral gericht op de vestiging en de handhaving van de openbare vrede door de bestrijding van onrecht en armoede. Hierdoor ontstemde hij een deel van de kleine adel, onder meer de rijke familie van Erembald, die er eerder in geslaagd was zich te doen opnemen in de adel, hoewel zij van onvrije afkomst was. De Erembalden waren uit Veurne afkomstig en leverden de burggraven van Brugge.
Toen de graaf naar aanleiding van een juridisch dispuut de onvrije afkomst van de Erembalden in het openbaar beklemtoonde, werd hij het slachtoffer van een samenzwering, geleid door Bertulf, proost van het Brugse Sint-Donaaskapittel en zelf een lid van de clan der Erembalden. Karel werd in de Sint-Donaaskerk te Brugge vermoord. Achtentwintig samenzweerders werden gevangengenomen en, op bevel van de Franse koning Lodewijk VI, van de hoogste toren van de burcht naar beneden geworpen. Een van zijn moordenaars, Wido van Steenvoorde, werd in Reningelst gedood in een tweegevecht met Herman den Isèren.
Mede door het ontbreken van een rechtstreekse erfgenaam, veroorzaakte Karels dood een ernstige politieke crisis. Hiervan maakte de koning van Frankrijk gebruik om zijn Normandische achterneef Willem Clito, kleinzoon van Mathilde van Vlaanderen en Willem de Veroveraar (Mathilde was de zuster van Karels grootvader graaf Robrecht I de Fries) als graaf op te dringen (23 maart 1127). Dit stuitte op het verzet van Brugge en Gent.
Uiteindelijk werd Karel opgevolgd door een neef, Diederik van de Elzas, die de machtsstrijd won dankzij de steun der Vlaamse steden. Dit was de eerste gelegenheid waarbij de steden een doorslaggevende rol speelden in de Vlaamse politiek.
De aanleiding en gevolgen van de moord zijn erg gedetailleerd beschreven in het dagboek van zijn secretaris Galbert van Brugge.
In 1884 werd Karel de Goede door de Katholieke Kerk zalig verklaard. Zijn neogotische reliekschrijn (1883-1885) staat in een zijkapel van de Sint-Salvatorskathedraal (Brugge). In de middenbeuk kan men het oud houten portret van hem terugvinden. Zijn rechter bovenrib werd bewaard in een kristallen, neogotisch reliekschrijn, dat sinds 1880 was tentoongesteld in de Torhoutse St.-Pieterskerk. Het reliekschrijn werd op 16 juli 2004 gestolen.

## Voorstelling in de kunst
Een minder bekend werk is De begrafenis van Karel de Goede van de hand van Jan Van Beers (1852-1927), een schilder van historische taferelen. Dit schilderij bevindt zich in de reserve van het Musée du Petit Palais in Parijs.
Een opgerolde gouache-tekening op hout (35 op 25 cm) met 'le bon conte de Flandre' werd in 1782 gevonden te Brugge in het reliekschrijn waarin de beenderen van de Vlaamse graaf bewaard werden. Tussen 1606 en 1782 werd dit schrijn niet geopend. De afbeelding bleef in het schrijn tot 1957, waarna het portret werd ingelijst en in Brugge nog steeds bewaard wordt.

## Voorouders
| Voorouders van Karel de Goede  | Voorouders van Karel de Goede                           | Voorouders van Karel de Goede                           | Voorouders van Karel de Goede                           | Voorouders van Karel de Goede                           | Voorouders van Karel de Goede                                                 | Voorouders van Karel de Goede                                                 | Voorouders van Karel de Goede                                             | Voorouders van Karel de Goede                                             |
| ------------------------------ | ------------------------------------------------------- | ------------------------------------------------------- | ------------------------------------------------------- | ------------------------------------------------------- | ----------------------------------------------------------------------------- | ----------------------------------------------------------------------------- | ------------------------------------------------------------------------- | ------------------------------------------------------------------------- |
| Overgrootouders                | Ulf Jarl (?-1026) ∞ Estrid Svendsdatter (ca. 993-1067)  | Ulf Jarl (?-1026) ∞ Estrid Svendsdatter (ca. 993-1067)  | ? (-) ∞ ? (-)                                           | ? (-) ∞ ? (-)                                           | Boudewijn IV van Vlaanderen (980–1035) ∞ 1012 Otgiva van Luxemburg (986-1030) | Boudewijn IV van Vlaanderen (980–1035) ∞ 1012 Otgiva van Luxemburg (986-1030) | Robert II van Frankrijk (972-1031) ∞ Constance van Arles (986-1034)       | Robert II van Frankrijk (972-1031) ∞ Constance van Arles (986-1034)       |
| Grootouders                    | Sven Estridson (ca. 1019-1074) ∞ ? (-)                  | Sven Estridson (ca. 1019-1074) ∞ ? (-)                  | Sven Estridson (ca. 1019-1074) ∞ ? (-)                  | Sven Estridson (ca. 1019-1074) ∞ ? (-)                  | Boudewijn V van Vlaanderen (1013-1067) ∞ 1028 Adela van Mesen (1116-1165)     | Boudewijn V van Vlaanderen (1013-1067) ∞ 1028 Adela van Mesen (1116-1165)     | Boudewijn V van Vlaanderen (1013-1067) ∞ 1028 Adela van Mesen (1116-1165) | Boudewijn V van Vlaanderen (1013-1067) ∞ 1028 Adela van Mesen (1116-1165) |
| Ouders                         | Knoet IV (1043-1086) ∞ Adela van Vlaanderen (1064-1115) | Knoet IV (1043-1086) ∞ Adela van Vlaanderen (1064-1115) | Knoet IV (1043-1086) ∞ Adela van Vlaanderen (1064-1115) | Knoet IV (1043-1086) ∞ Adela van Vlaanderen (1064-1115) | Knoet IV (1043-1086) ∞ Adela van Vlaanderen (1064-1115)                       | Knoet IV (1043-1086) ∞ Adela van Vlaanderen (1064-1115)                       | Knoet IV (1043-1086) ∞ Adela van Vlaanderen (1064-1115)                   | Knoet IV (1043-1086) ∞ Adela van Vlaanderen (1064-1115)                   |
| Karel de Goede (ca. 1080-1127) |                                                         |                                                         |                                                         |                                                         |                                                                               |                                                                               |                                                                           |                                                                           |